# 西村みずほ
西村 みずほ（にしむら みずほ、1988年5月10日 - ）は、日本の元女優。神奈川県出身。
最終所属はオスカープロモーション。

## 略歴
- 2006年、ミスマガジン2006でベスト16に選ばれる。
- 2007年、スポニチアネックスの6代目イメージガールとなる。
- 2008年、アラド戦記の2代目ミスアラドとなる。
- 2009年、芸能界を引退。

## 出演

### テレビドラマ
- 西村京太郎スペシャル 警視庁三ツ星刑事・佐々木丈太郎（2009年3月20日、フジテレビ） - 平沼悠里子 役

### 映画
- 泪壺（2008年） - 朋代 役
- 工業哀歌バレーボーイズ THE MOVIE（2008年） - 早川のり子 役

### バラエティ
- コスコスプレプレ（2008年、フジテレビ721） - レギュラー
- 勝利の女神4（2009年、千葉テレビ） - レギュラー
- マジモテ☆三人組（エンタ!371） - レギュラー

### CM
- ライオン「Ban」
- コナミ「ウイニングイレブン」（2006年）
- さくらや（2008年）
- セコム「BIG TRAP篇」

### ラジオ
- 志村けんのFIRST STAGE〜はじめの一歩〜（2007年、JFN）

### PV
- SMAP「Triangle」（2005年）